# Льяр
Льяр (фр. Liart) — коммуна во Франции, находится в регионе Шампань — Арденны. Департамент — Арденны. Входит в состав кантона Рюминьи. Округ коммуны — Шарлевиль-Мезьер.
Код INSEE коммуны — 08254.
Коммуна расположена приблизительно в 180 км к северо-востоку от Парижа, в 95 км севернее Шалон-ан-Шампани, в 27 км к западу от Шарлевиль-Мезьера.

## Население
Население коммуны на 2008 год составляло 532 человека.
| 1962 | 1968 | 1975 | 1982 | 1990 | 1999 | 2008 |
| ---- | ---- | ---- | ---- | ---- | ---- | ---- |
| 586  | 627  | 582  | 595  | 587  | 521  | 532  |

## Экономика
В 2007 году среди 314 человек в трудоспособном возрасте (15—64 лет) 214 были экономически активными, 100 — неактивными (показатель активности — 68,2 %, в 1999 году было 63,6 %). Из 214 активных работали 186 человек (104 мужчины и 82 женщины), безработных было 28 (12 мужчин и 16 женщин). Среди 100 неактивных 23 человека были учениками или студентами, 34 — пенсионерами, 43 были неактивными по другим причинам.

## Достопримечательности
- Церковь Нотр-Дам[фр.] (XV век). Исторический памятник с 1926 года.[3]

## Фотогалерея

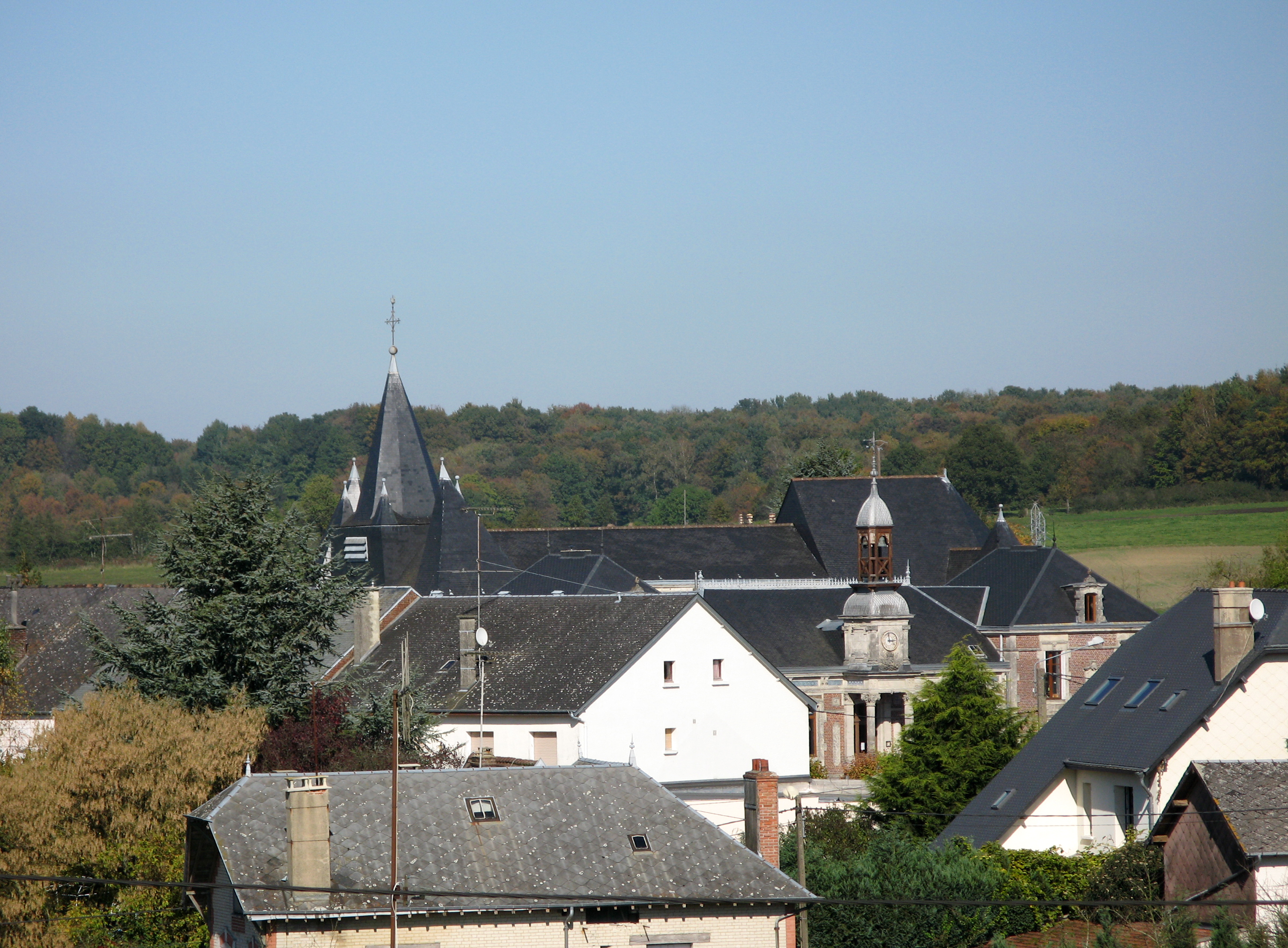
Льяр
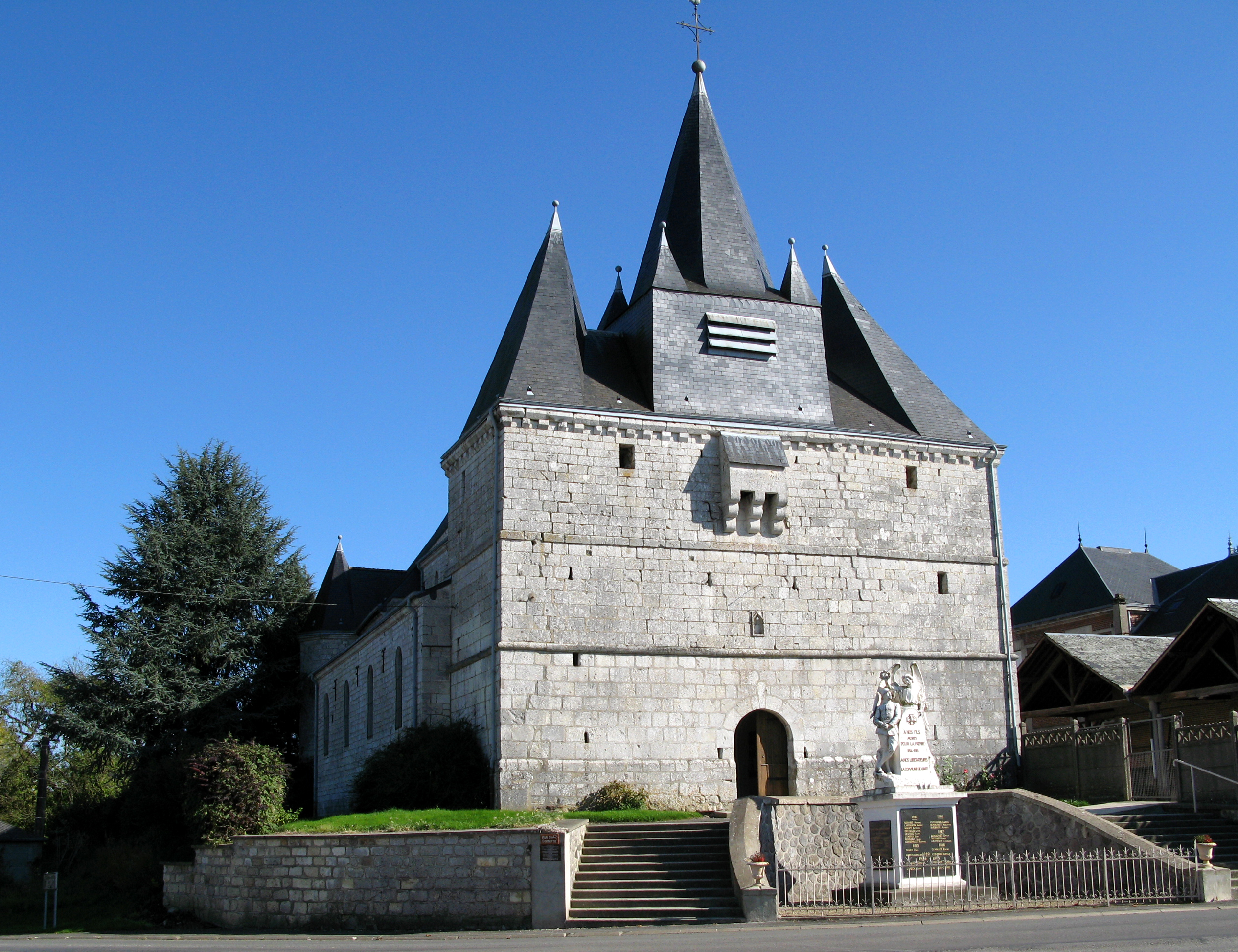
Церковь Нотр-Дам
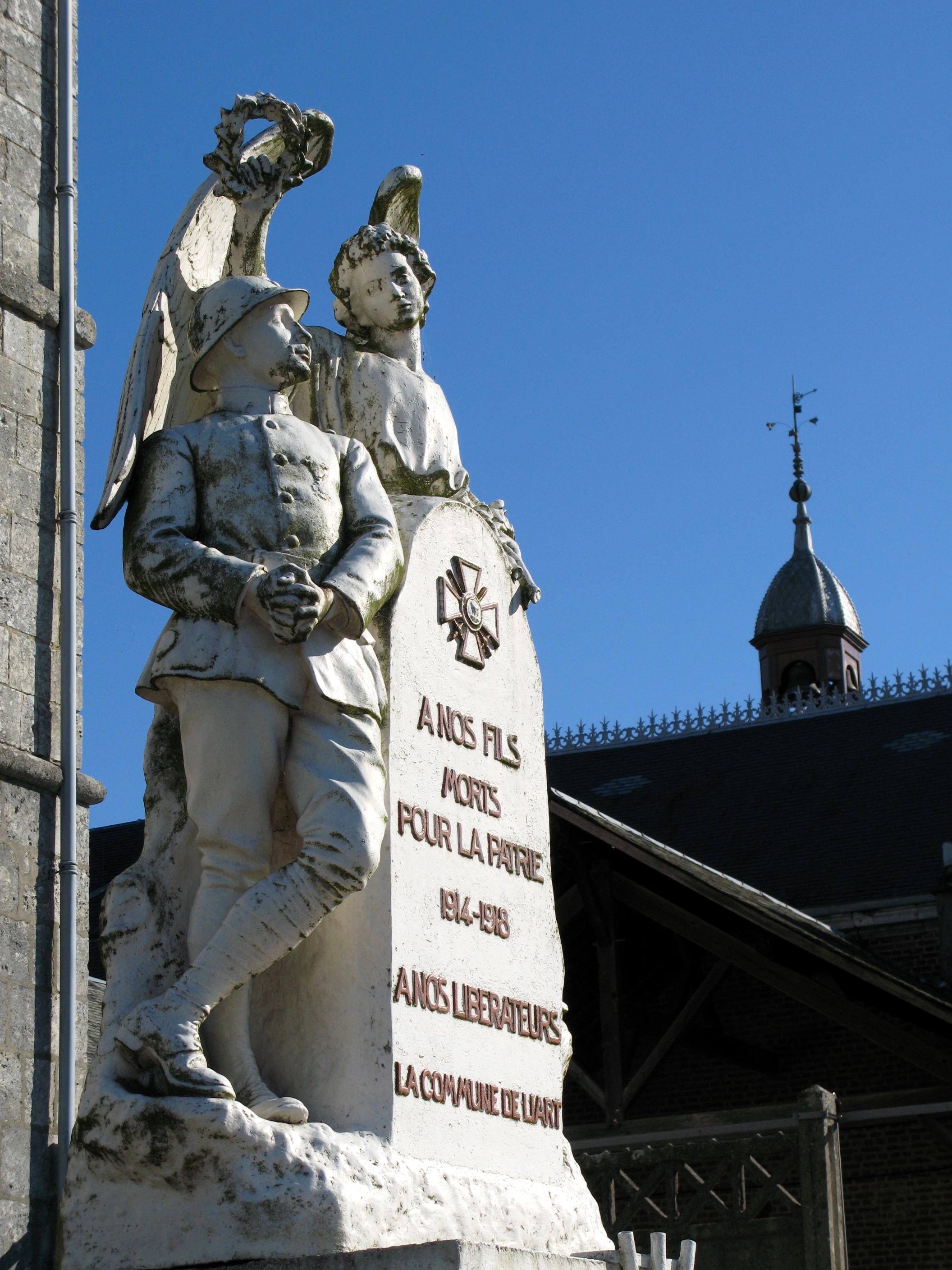
Памятник погибшим в Первой мировой войне
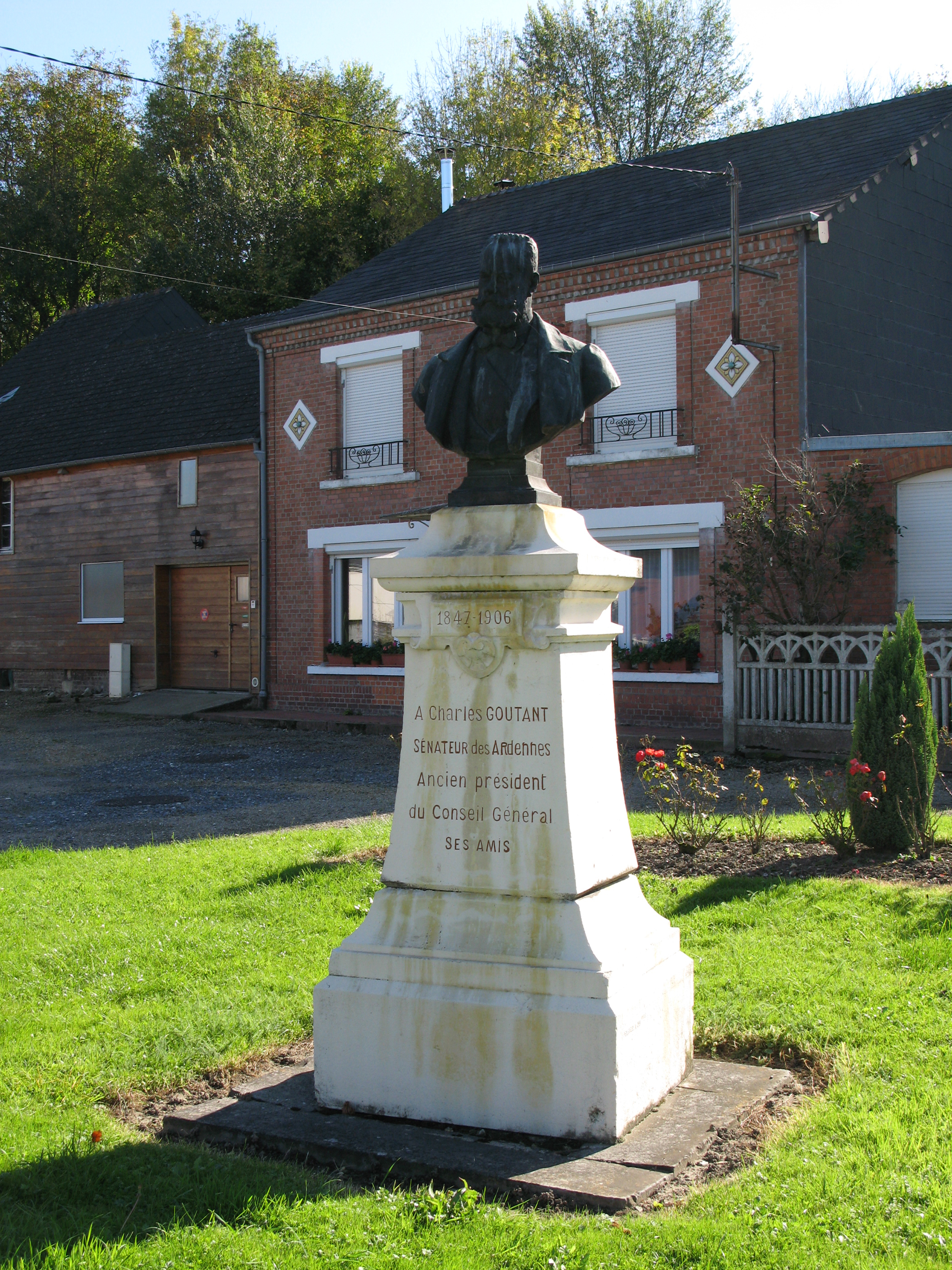
Памятник Шарлю Гутану[фр.]